# 布盧拉皮茲鎮區 (堪薩斯州馬歇爾縣)
布盧拉皮茲鎮區（英語：Blue Rapids Township）為美國堪薩斯州馬歇爾縣轄下的鎮區。2010年美国人口普查中此鎮區人口有59人。

## 地理
布盧拉皮茲鎮區涵蓋總面積為93.1平方（35.96平方英里），其中陸地面積為92.8平方（35.84平方英里），水域面積為0.31平方（0.12平方英里）或0.33%。海拔高度393（1,289英尺）。

## 人口統計
根據2010年美國人口普查，布盧拉皮茲鎮區人口有59人，其中男性有31人，女性有28人，人口密度為每平方公里0.63人，住房計32戶。鎮區內的白人有54人，非裔美國人有1人，美洲原住民有0人，亞裔美國人有0人，太平洋島裔美國人有0人，其他種族有1人，混血種族則有3人。此外鎮區內有4人為西班牙裔或拉丁裔美國人。此鎮區之年齡中位數為46.6歲，而男性年齡中位數為46.8歲，女性年齡中位數為46.5歲。